# Mas Lleïr
El Mas Lleïr és una masia d'Argentona (Maresme) protegida com a Bé Cultural d'Interès Local.

## Descripció
Mas d'un cos, de planta baixa i pis, amb coberta a dues vessants amb el carener perpendicular a la façana.
Destaca el portal quadrat de granit del segle xviii i les cinc finestres de la façana, també de granit.
Aquesta masia té protegit el subsòl mitjançant la fitxa Q3-20 del Catàleg de patrimoni arquitectònic, arqueològic, paisatgístic i ambiental.